# TESA
TESA SA è un'azienda svizzera di strumenti di misura. Fa parte del gruppo svedese Hexagon AB.

## Storia
Fondata nel 1941 con sede a Renens. Nel 1967 diventa parte della americana Brown & Sharpe.
Dagli anni '80 Tesa acquista diverse aziende del settore: Roch Rolle, Etalon, Merced Ltd., Roch France, Mauser, Compac Geneve, Cary, Sud Messures.
Nel 2001, la Brown & Sharpe viene acquisita dalla Hexagon AB.

### IMICRO
Nel 1950 la Tesa introduce IMICRO, un sistema di alesametro, primo del suo genere.